# Nubosidad

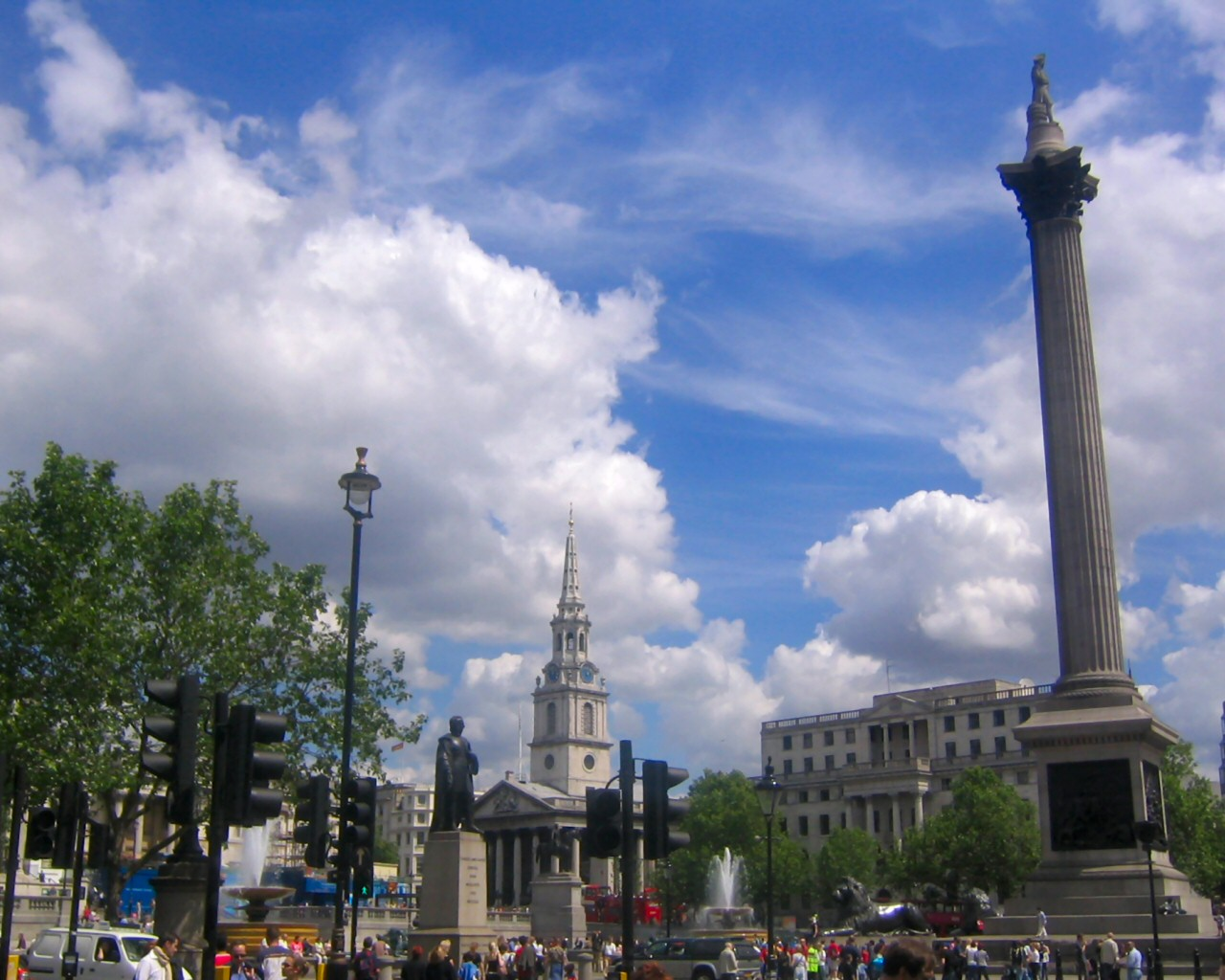
Cielo de Londres con nubosidad parcial.

La nubosidad es la fracción de cielo cubierto con nubes, en un lugar en particular.
Según las normas meteorológicas actuales, la nubosidad se expresa en
octas, u octavos de la bóveda celeste. Ésta es dividida en 8 partes por el operador, quien evalúa entonces el número de esas partes que están cubiertas por las nubes. De este modo se puede estimar el rango de visibilidad del observador. El principal problema asociado con este método dice relación con que no se pueden hacer mediciones bajo condiciones de visibilidad muy baja (por ejemplo, en caso de niebla) o la dificultad para estimar la correcta cobertura fraccional del cielo por nubes cercanas al horizonte visual. Gracias a los satélites meteorológicos es posible calcular la nubosidad con mucha más precisión.
La nubosidad es máxima en invierno y mínima en verano. Durante el día suele ser máxima alrededor de las 14 horas, momento de máxima ascendencia del aire. Si se considera la latitud, las zonas de máxima nubosidad están en la zona ecuatorial y entre los 60° y 70°, las de mínima nubosidad hacia los 35° y las regiones polares.
La cobertura global de nubes tiene un promedio de 67-68 %, aunque varía entre el 56 % y 73 % dependiendo de la profundidad óptica mínima considerada (menor cuando la profundidad óptica es grande y mayor cuando es baja, de modo que se cuentan los cirros subvisibles).La nubosidad promedio es de alrededor del 72 % sobre los océanos, con una baja variación estacional, y de alrededor del 55 % sobre la tierra, con una variación estacional significativa.